# 拜拉姆恰
46°8′3″N 29°54′16″E / 46.13417°N 29.90444°E

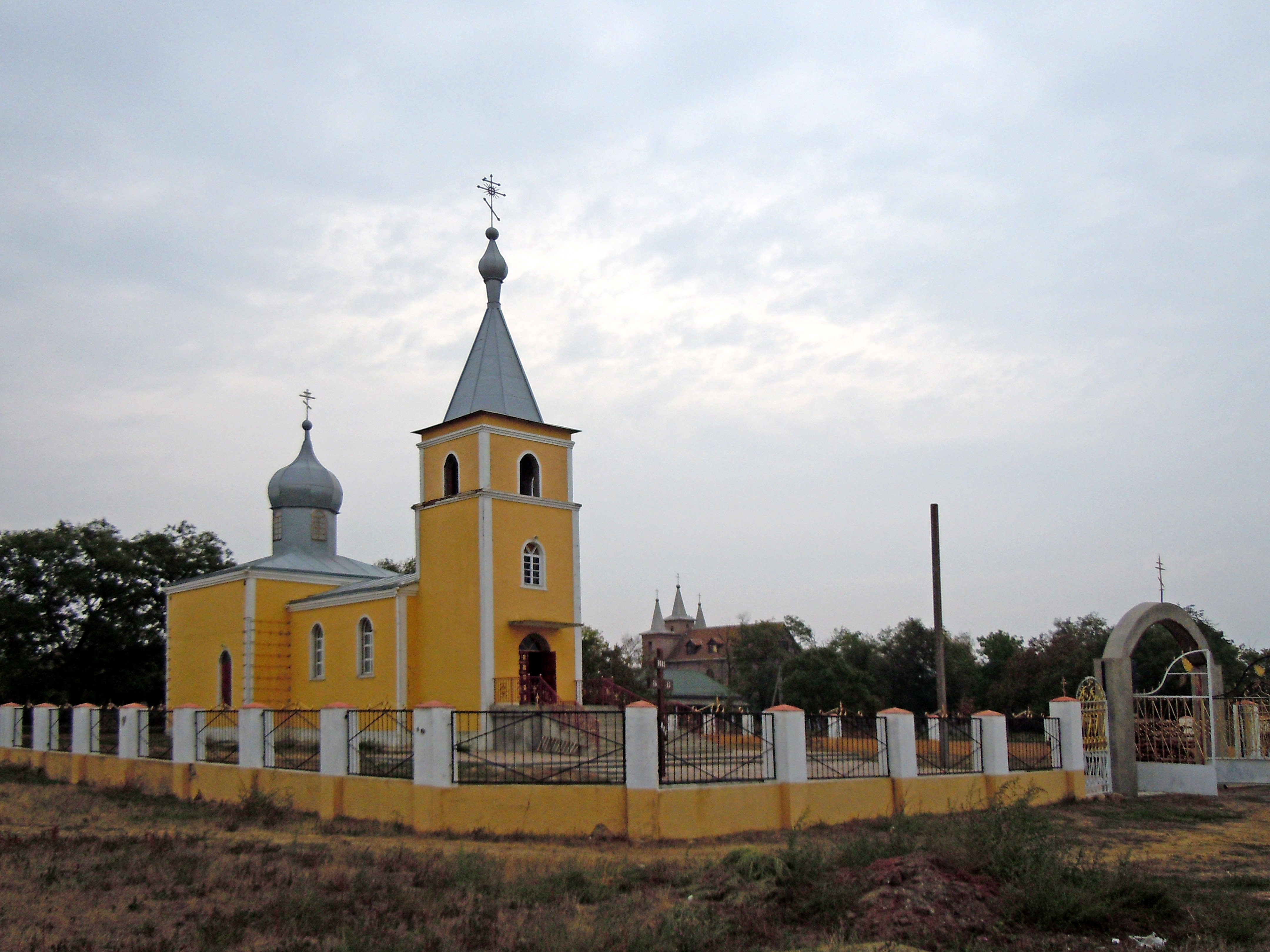
教堂

拜拉姆恰（羅馬化：Bairamcha），1856年至2024年9月間称为米科拉伊夫卡-新羅西斯卡（烏克蘭語：Миколаївка-Новоросійська），是位於烏克蘭西南部的村莊，由敖德萨州比爾霍羅德-德涅斯特羅夫斯基區的烏斯佩尼夫卡市鎮負責管轄。該村始建於1836年，面積1.91平方公里，海拔高度24米，2001年人口1,218，人口密度每平方公里637.7人。
2024年9月19日，乌克兰最高拉达恢復村莊歷史名稱拜拉姆恰。